# Poristadion
Het Poristadion is een multifunctioneel stadion in Pori, een stad in Finland. Het stadion wordt vooral gebruikt voor voetbalwedstrijden, de voetbalclubs FC Jazz Pori, NiceFutis en Porin Palloilijat maken gebruik van dit stadion. Er zijn ook faciliteiten om atletiekwedstrijden te organiseren. In het stadion is plaats voor 12.000 toeschouwers. Het werd geopend in 1965 en is daarna ook nog een aantal keer gerenoveerd. Zowel het Fins voetbalelftal als het jeugdelftal speelt hier weleens een internationale wedstrijd.

## Afbeeldingen

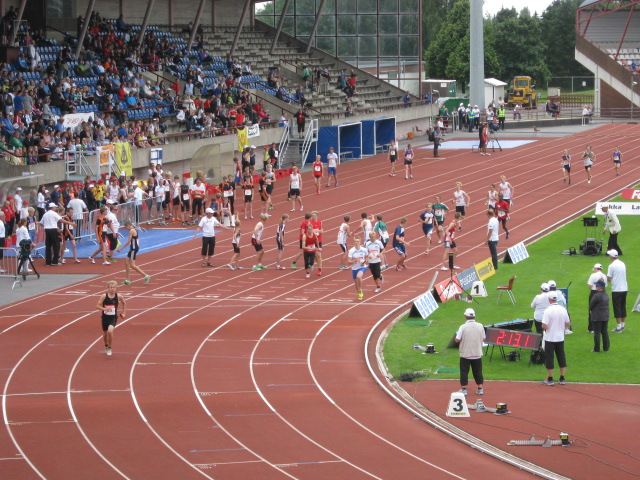
Fins kampioenschap atletiek (Fins: SM-viestit Porissa), foto gemaakt in 2012.
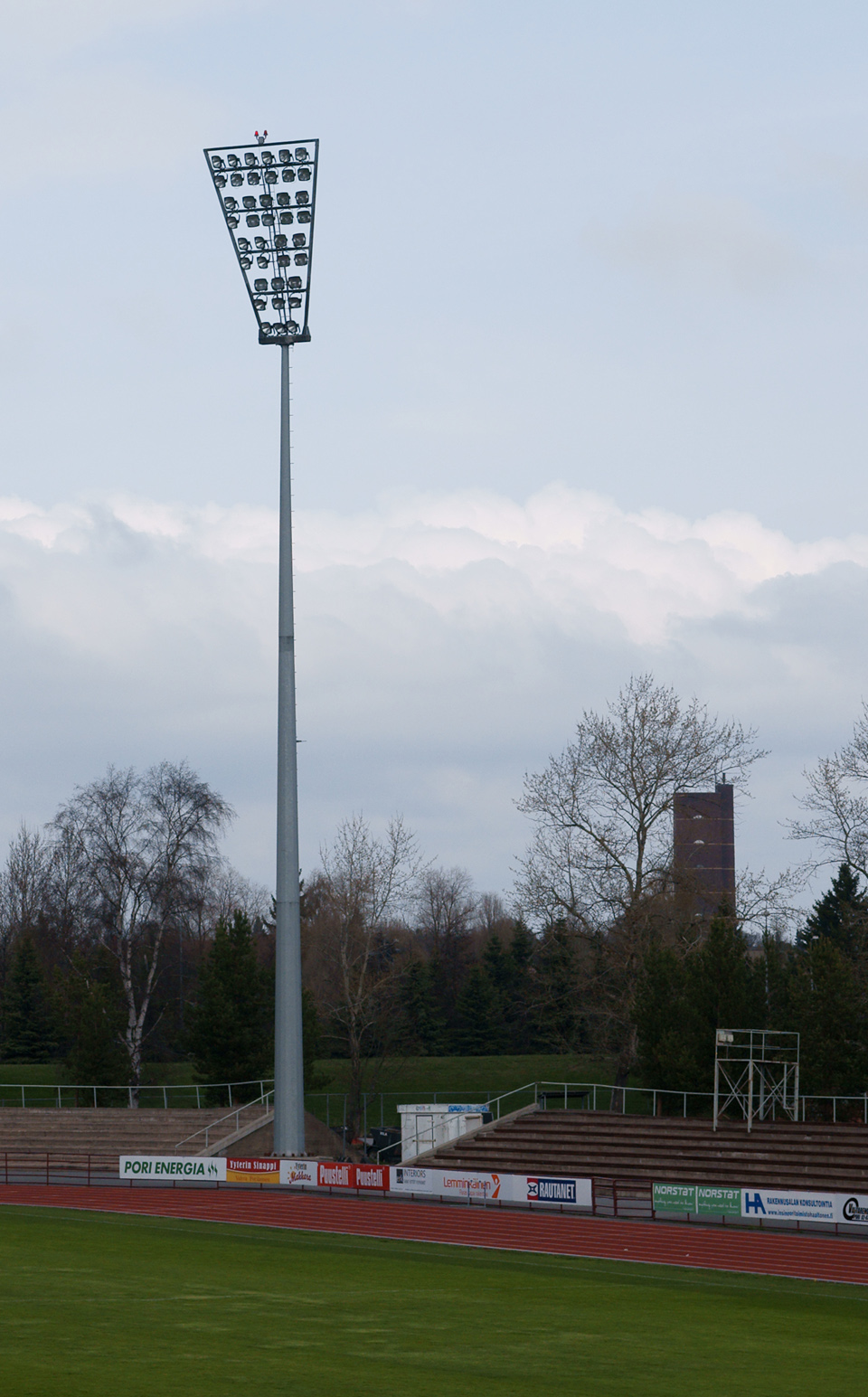
Stadionlamp, foto uit 2010.
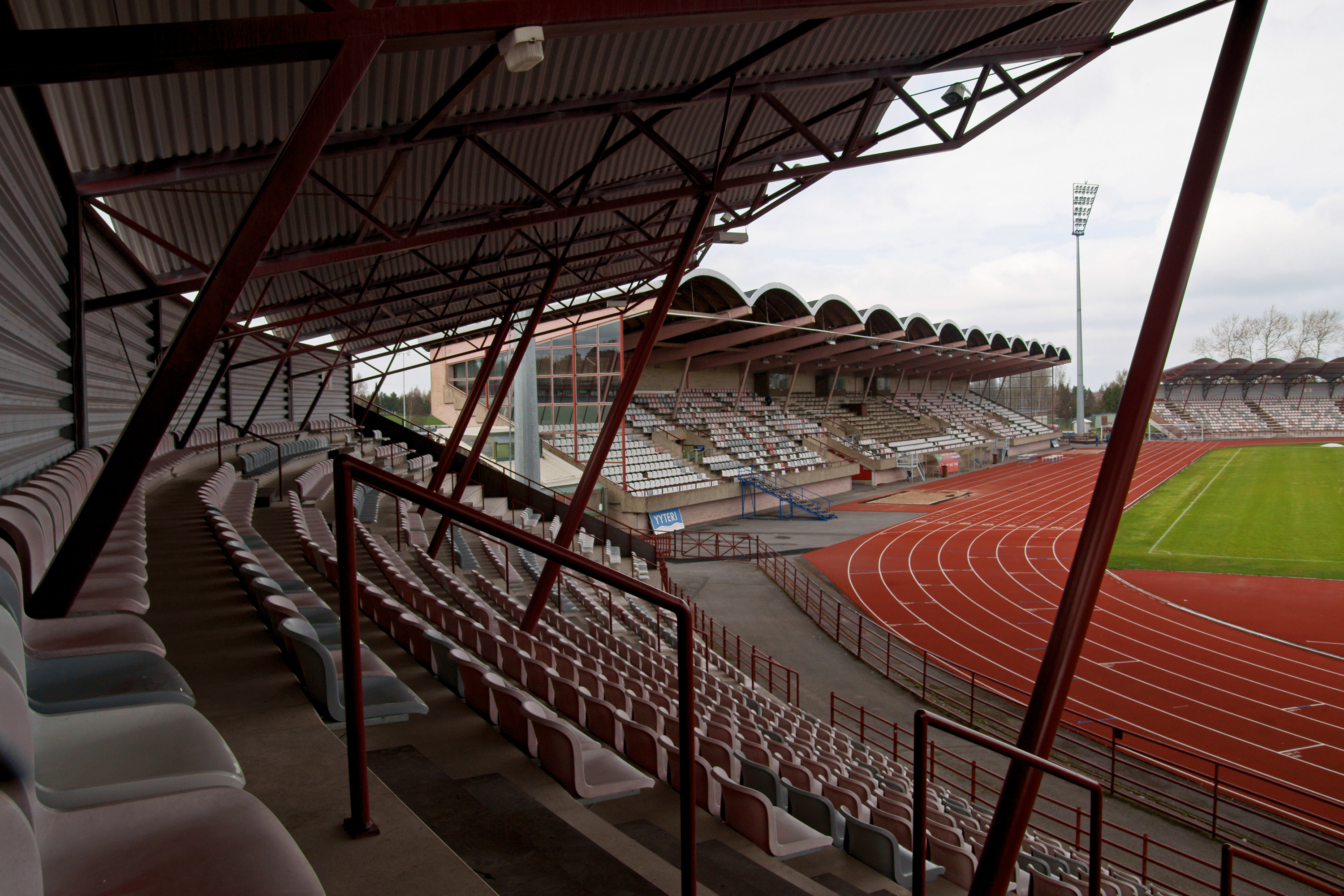
Zicht op de tribune van het stadion, foto gemaakt in 2010.

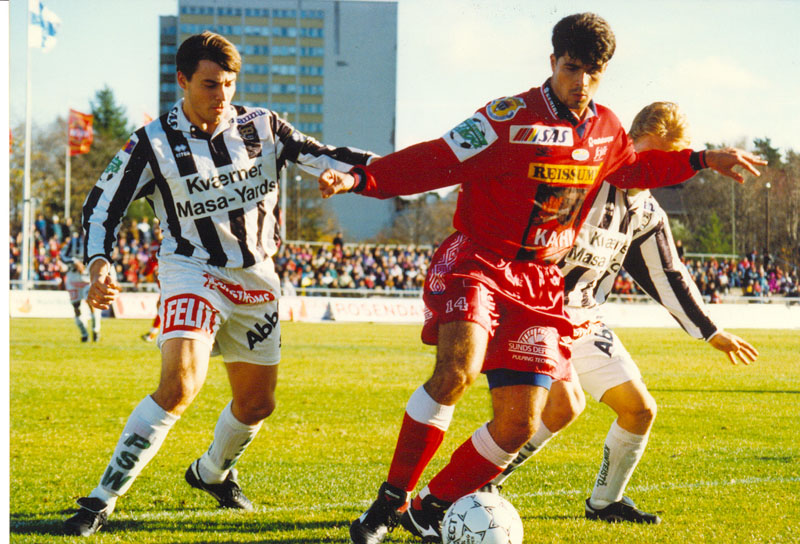
Wedstrijd uit de Finse competitie (Veikkausliiga 1996), FC Jazz–TPS Turku. Voetballer Luiz Antonio met spelers van TPS Turku.
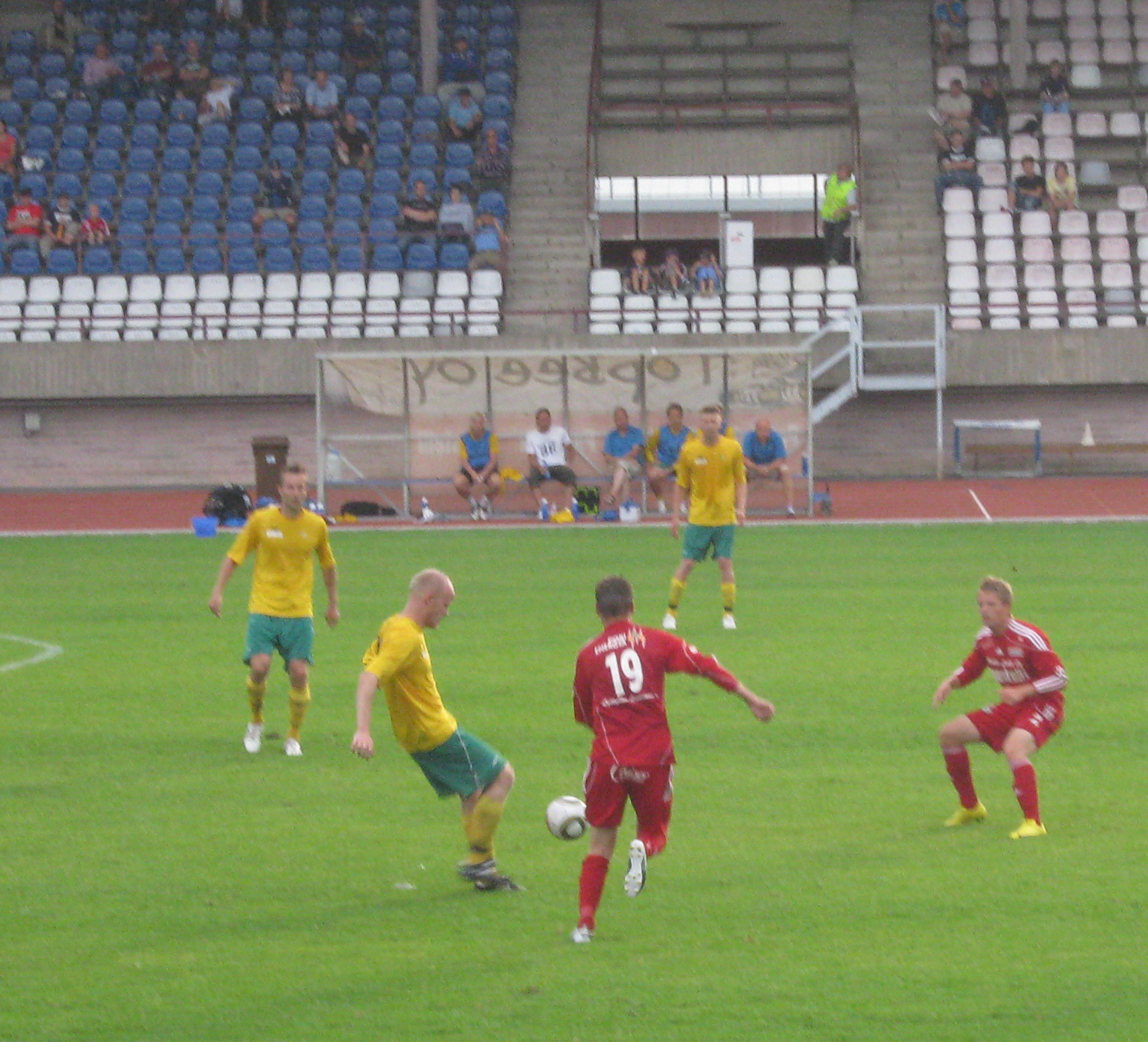
Wedstrijd uit de Finse competitie (Veikkausliiga 2010), FC Jazz–Ilves.
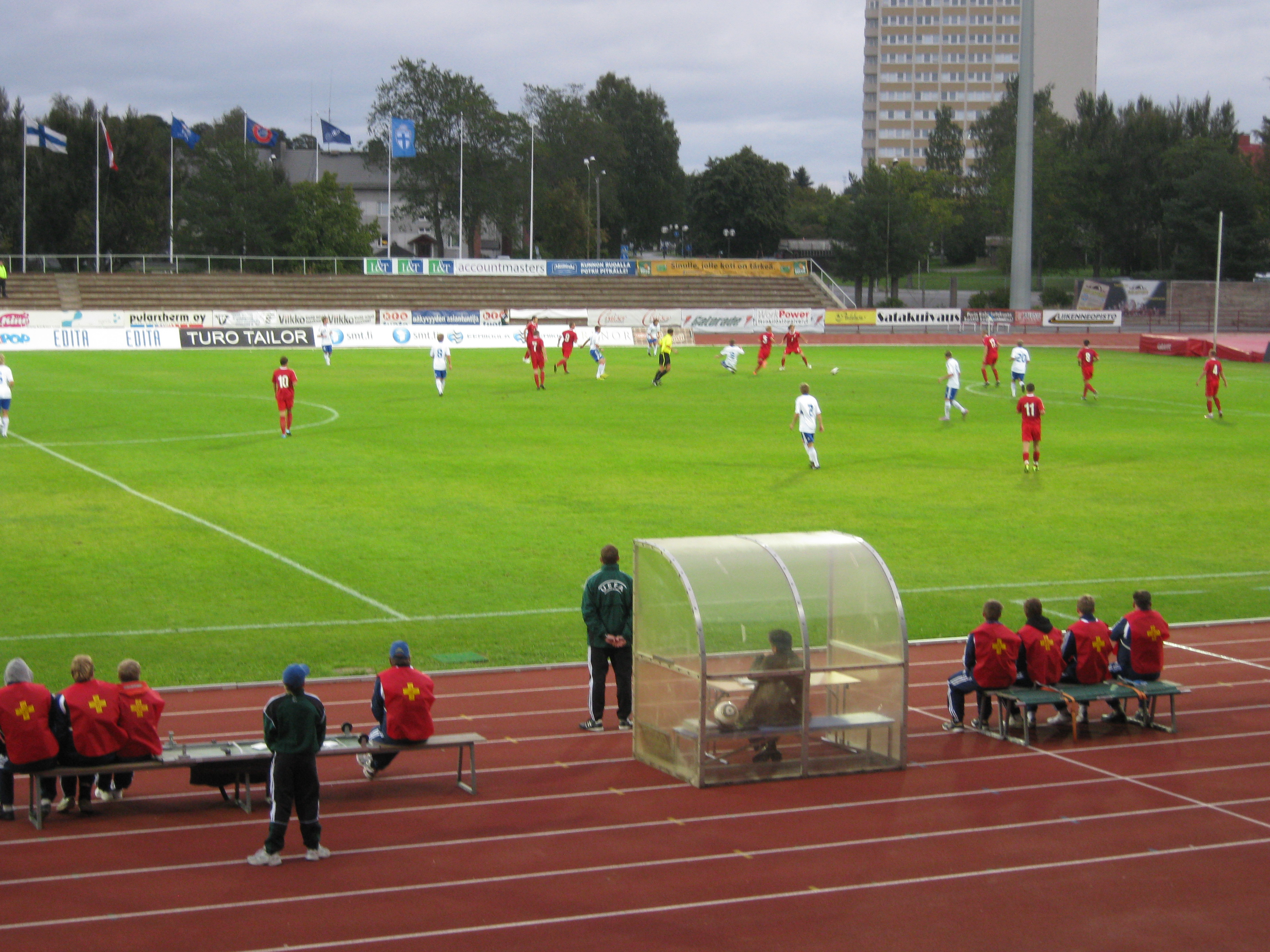
Het Finse jeugdelftal (–21) speelt een wedstrijd tegen Polen, foto gemaakt in 2010.